# Brandenburg-Phổ
Brandenburg-Phổ (tiếng Đức: Brandenburg-Preußen; tiếng Hạ Đức: Brannenborg-Preußen; tiếng Anh: Brandenburg-Prussia) là tên gọi lịch sử của Phiên bá quốc Brandenburg dưới quyền cai trị của Nhà Hohenzollern ở thời kỳ cận đại, từ năm 1618 đến năm 1701. Trung tâm của nhà nước này là Tuyển hầu quốc Brandenburg, nhánh chính của Nhà Hohenzollern đã kết hôn với chi nhánh cai trị của Công quốc Phổ, và đảm bảo sự kế vị ngai vàng thuộc về người nhà Hohenzollern sau sự tuyệt tự dòng nam của Công quốc Phổ vào năm 1618. Một hệ quả khác của cuộc hôn nhân giữa hai quốc gia là sự hợp nhất các lãnh thổ Hạ Rhenish, bao gồm Công quốc Cleves, Bá quốc Mark và Bá quốc Ravensberg sau Hiệp ước Xanten năm 1614.
Chiến tranh Ba mươi năm (1618–1648) đặc biệt tàn khốc. Các nhà cai trị Hohenzollern đã đổi bên 3 lần, và kết quả là quân đội Tin lành và Công giáo quét qua lại vùng đất này, giết, đốt, bắt giữ người và lấy lương thực. Hơn một nửa dân số đã bị giết hoặc bị bắt đi. Berlin và các thành phố lớn khác đã bị phá hủy, và hàng thập kỷ sau mới phục hồi lại được. Chiến tranh Ba mươi năm đã kết thúc sau khi Hòa ước Westphalia được ký kết vào năm 1648, Brandenburg giành được Giáo phận vương quyền Minden và Thân vương quốc Halberstadt, cũng như thừa kế lãnh thổ Farther Pomerania (được thành lập vào năm 1653 theo Hiệp ước Stettin) và Công quốc Magdeburg (được thành lập vào năm 1680). Với Hiệp ước Bromberg (1657), được ký kết trong Chiến tranh phương Bắc lần thứ hai, Công quốc Phổ của các Tuyển hầu Brandenburg được giải phóng khỏi vai trò chư hầu của Ba Lan, và giành được Lauenburg – Bütow và Draheim. Hiệp ước Saint-Germain-en-Laye (1679) mở rộng Brandenburg Pomerania đến hạ lưu Sông Oder.
Nửa sau thế kỷ XVII, Phổ trở thành một trong những Đại cường quốc trên chính trường châu Âu. Tiềm lực quân sự Brandenburg-Phổ được tăng lên đáng kể dựa trên sự ra đời của một quân đội thường trực vào năm 1653, những chiến thắng quan trọng đầu tiên được ghi nhận tại các Trận Warsaw (1656), Trận Fehrbellin (1675) và Great Sleigh Drive (1678).
Brandenburg-Phổ cũng thành lập lực lượng hải quân và các thuộc địa của Đức ở Bờ biển vàng Brandenburg và Arguin thuộc Tây Phi ngày nay. Frederick William, được biết đến với biệt danh "Tuyển hầu vĩ đại", đã mở cửa Brandenburg-Phổ, cho phép các cuộc nhập cư lớn ("Peuplierung") của những người tị nạn theo đạo Tin lành từ khắp châu Âu ("Exulanten") được vào định cư ở lãnh thổ của mình, đáng chú ý nhất là nhập cư của những tín hữu Kháng Cách tại Pháp (Huguenot) theo Sắc lệnh Potsdam. Frederick William cũng bắt đầu tập trung hóa việc quản lý của Brandenburg-Phổ và giảm bớt ảnh hưởng của các điền trang.
Năm 1701, Frederick III, Tuyển hầu xứ Brandenburg đã tuyên bố thành lập Vương quốc Phổ, và nâng địa vị của các nhà cai trị Hohenzollern lên hàng vua chúa. Tuyên bố này được hợp thức hoá nhờ vào địa vị chủ quyền của Công quốc Phổ nằm bên ngoài Đế chế La Mã Thần thánh, và sự chấp thuận của Hoàng đế La Mã Thần thánh của Vương tộc Habsburg cũng như các Hoàng tộc khác mở châu Âu trong quá trình thành lập liên minh cho Chiến tranh Kế vị Tây Ban Nha và Đại chiến Bắc Âu. Từ năm 1701 trở đi, các lãnh thổ của Nhà Hohenzollern cai trị được gọi là Vương quốc Phổ, hay đơn giản là Phổ. Về mặt pháp lý, liên minh cá nhân giữa Brandenburg và Phổ tiếp tục cho đến khi Đế chế La Mã Thần thánh giải thể vào năm 1806. Tuy nhiên, vào thời điểm đó, quyền thống trị của hoàng đế đối với đế chế đã trở thành một hư vị chứ không còn thực quyền như trước đây nữa. Do đó, sau năm 1701, lãnh thổ lịch sử của Nhà Hohenzollern là Phiên bá quốc Brandenburg trên thực tế được xem là một phần của Vương quốc Phổ. Frederick và những người kế nhiệm của ông tiếp tục tập trung hóa và mở rộng nhà nước, biến liên minh cá nhân gồm các chính thể đa dạng về mặt chính trị tiêu biểu cho thời đại Brandenburg-Phổ thành một hệ thống các tỉnh trực thuộc quyền cai trị của Berlin - Trung tâm cai trị của Nhà Hohenzollern.

## Thành lập dưới thời John Sigismund (1618)

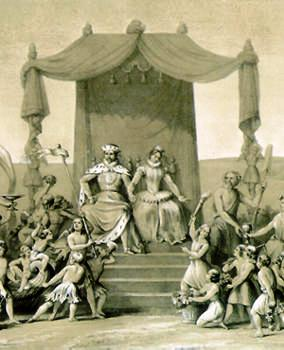
Sự hình thành của Brandenburg-Phổ thông qua cuộc hôn nhân của John Sigismund, Phiên hầu tước của Brandenburg với Nữ công tước Anna của Phổ.

Trước khi Brandenburg-Phổ ra đời, lãnh thổ cai trị chính của Nhà Hohenzollern chính là Phiên bá quốc Brandenburg, họ được nâng lên địa vị Tuyển hầu với quyền bầu chọn ra Hoàng đế La Mã Thần thánh vào năm 1415. Năm 1525, theo Hiệp ước Kraków, Công quốc Phổ được thành lập thông qua việc thế tục hóa một phần Nhà nước Kị sĩ Teutonic. Nó là một chư hầu của Vương quốc Ba Lan và được cai trị bởi Công tước Albert, một thành viên thuộc nhánh dưới của Nhà Hohenzollern. Năm 1563, nhánh Hohenzollern của Brandenburg được Ba Lan trao quyền kế vị Công quốc Phổ.
Albert Frederick trở thành công tước của Phổ sau cái chết của vị công tước đầu tiên vào năm 1568. Mẹ của ông qua đời cùng năm, và sau đó ông có dấu hiệu rối loạn tâm thần. Vì bệnh của công tước, Phổ được cai quản bởi cháu trai của Albert  là George Frederick của Hohenzollern-Ansbach-Jägersdorf (1577–1603). Năm 1573, Albert Frederick kết hôn với Marie Eleonore của Jülich-Cleves-Berg, và hậu duệ của họ chỉ có con gái.
Năm 1594, con gái của Albert Frederick là Nữ công tước Anna của Phổ, lúc đó 14 tuổi đã kết hôn với con trai của Joachim Frederick, Tuyển hầu xứ Brandenburg là John Sigismund. Cuộc hôn nhân đảm bảo quyền kế vị Công quốc Phổ cũng như ở Cleves cho Nhà Hohenzollern nhánh Brandenburg. Sau cái chết của George Frederick vào năm 1603, quyền nhiếp chính của Công quốc Phổ được trao cho Joachim Frederick. Cũng trong năm 1603, Hiệp ước Gera được ký kết bởi các thành viên của Nhà Hohenzollern, phán quyết rằng lãnh thổ của gia tộc sẽ không được chia cắt tương lai.
Các Tuyển hầu xứ Brandenburg được kế thừa Công quốc Phổ sau cái chết của Albert Frederick vào năm 1618, nhưng công quốc vẫn tiếp tục được giữ như một thái ấp của Ba Lan cho đến năm 1656/1657. Kể từ khi John Sigismund bị đột quỵ vào năm 1616 và hậu quả là bị tàn tật nghiêm trọng về thể chất cũng như tinh thần, vợ của ông là Anna đã trị vì Công quốc Phổ dưới danh nghĩa của ông cho đến khi John Sigismund qua đời vì đột quỵ lần thứ hai vào năm 1619, ở tuổi 47.

## George William, 1619–1640

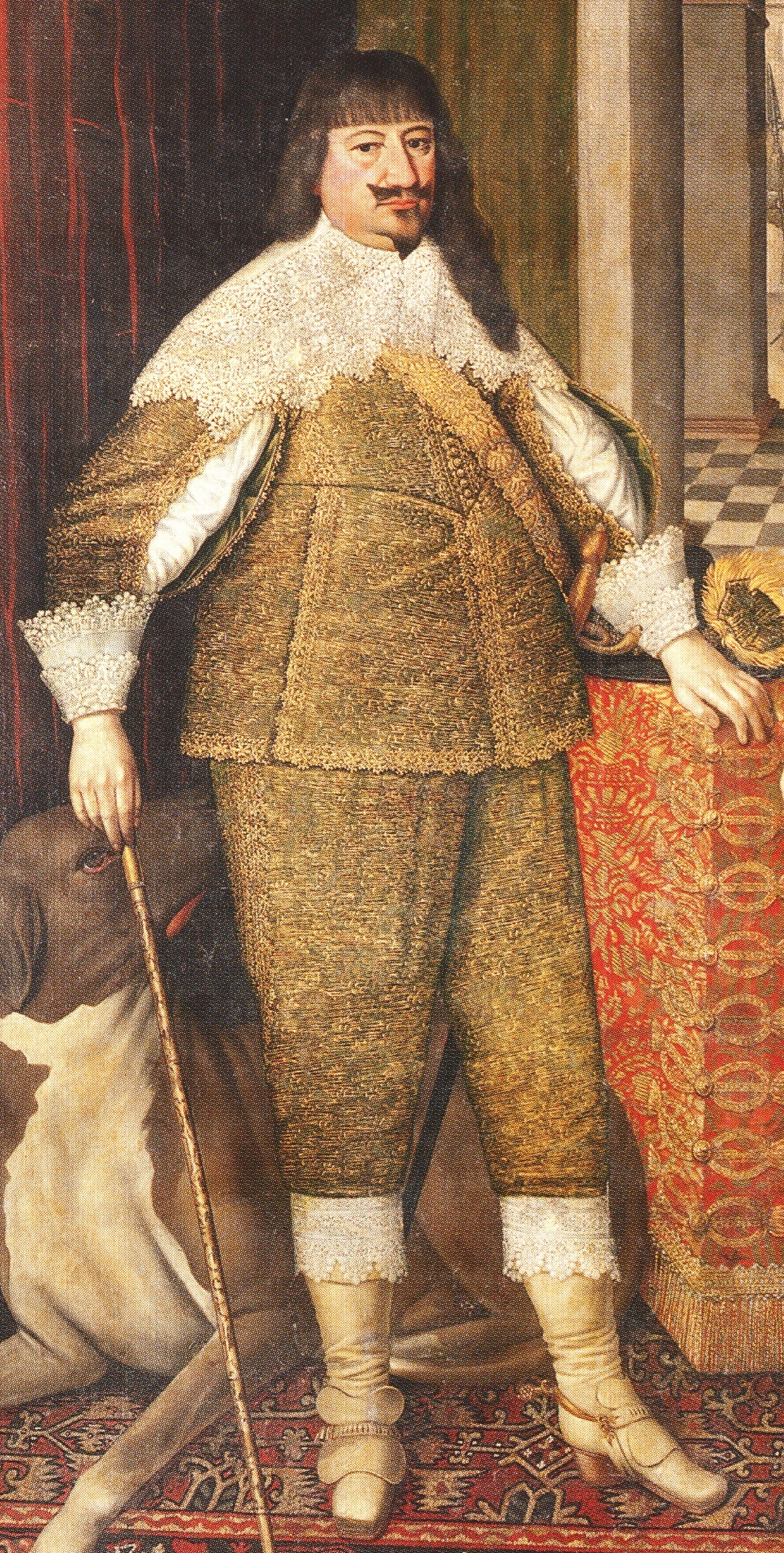
Georg Wilhelm, Tuyển hầu xứ Brandenburg

Trong giai đoạn từ năm 1619 đến năm 1640, George William nắm giữ ngại vị Tuyển hầu của Brandenburg và Công tước của Phổ. Ông đã cố gắng phá bỏ thế thống trị của Tuyển hầu quốc Sachsen trong Vùng đế chế Thượng Sachsen nhưng không thành. Sự đối đầu giữa Brandenburg - Sachsen khiến việc duy trì Vùng đế chế quyền lực không còn hiệu quả, và sau đó nó bị Albrecht von Wallenstein đánh bại trong Chiến tranh Ba mươi năm. Lúc đầu George William đã tuyên bố trung lập, nhưng chính sự hiện diện của quân đội Wallenstein trên lãnh thổ Brandenburg đã khiến cho ông phải gia nhập nhóm Công giáo của Đế chế trong Hiệp ước Königsberg (1627).
Khi Đế quốc Thụy Điển tham chiến và tiến vào Brandenburg, George William một lần nữa tuyên bố trung lập, nhưng Vua Gustavus Adolphus của Thụy Điển đã buộc George William phải trở thành đồng minh của Thụy Điển bằng cách chiếm đóng lãnh thổ đáng kể ở Brandenburg-Phổ và tập trung quân đội trước các bức tường thành phố Berlin. George William không ký kết liên minh, nhưng cấp cho Thụy Điển quyền vận chuyển, hai pháo đài phong thủ và khoản trợ cấp quân sự. Do đó, các đội quân Công giáo La Mã liên tục tàn phá Brandenburg và các vùng đất khác của Nhà Hohenzollern.

## "Tuyển hầu vĩ đại", Frederick William, 1640–1688

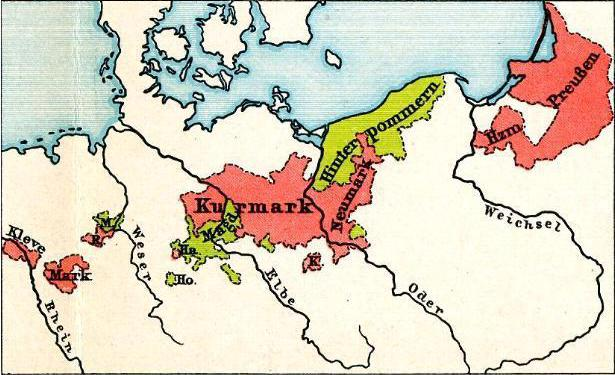
Brandenburg-Phổ (đỏ 1640, đỏ và xanh lục 1688).

Trong Chiến tranh Ba mươi năm, George William được kế vị bởi Frederick William, sinh năm 1620, người được gọi là "Tuyển hầu vĩ đại" (Der Große Kurfürst). Ông đã ở lại Cộng hòa Hà Lan khá lâu và ảnh hưởng mạnh bởi các tư tưởng khoan dung tôn giáo và được bố vợ tương lai là Thân vương xứ Orange Frederick Henry dạy về nghệ thuật, thương mại và khoa học quân sự Hà Lan.

### Chiến tranh Ba mươi năm

Frederick William, Tuyển đế hầu Vĩ đại của Brandenburg-Phổ

Frederick William đã tiếp quản Brandenburg-Phổ trong thời kỳ khủng hoảng chính trị, kinh tế và nhân khẩu học do chiến tranh gây ra. Sau khi kế vị, tuyển đế hầu mới cho quân đội Brandenburgian nghỉ ngơi, nhưng có một đội quân được tăng cường trở lại vào năm 1643/44. Việc Frederick William có ký kết hiệp định đình chiến và trung lập với Thụy Điển hay không vẫn còn bị tranh cải. Tuy nhiên, không có gì phải bàn cãi rằng ông đã thiết lập sự lớn mạnh của Brandenburg-Phổ.
Vào thời điểm đó, các lực lượng của Đế chế Thụy Điển đang thống trị miền Bắc Đức, và cùng với đồng minh của mình là Vương quốc Pháp của Nhà Bourbon, Thụy Điển đã trở một thế lực giúp bảo đảm cho Hòa ước Westphalia vào năm 1648. Mục tiêu của Thụy Điển là kiểm soát Biển Baltic bằng cách thiết lập kiểm soát dọc trên đường bờ biển ("dominium maris baltici") ngăn cản tham vọng của Frederick William nhằm giành quyền kiểm soát cửa sông Oder với Stettin (Szczecin) ở Pomerania.
Các lãnh thổ của Phiên bá quốc Brandenburg từ lâu đã tìm cách mở rộng về phía Bắc, để ra được Biển Baltic. Hiệp ước Grimnitz (1529) đảm bảo người Nhà Hohenzollern sẽ thừa kế Công quốc Pomerania sau sự tuyệt tự dòng nam của Nhà Pomerania, và sẽ có hiệu lực sau cái chết của Công tước Pomerania Bogislaw XIV vào năm 1637. Tuy nhiên, theo Hiệp ước Stettin (1630), Bogislaw XIV cũng đã chuyển giao quyền kiểm soát công quốc cho Thụy Điển, người đã từ chối nhượng bộ yêu sách của các nhà cai trị Brandenburg. Hòa ước Westphalia đã giải quyết những tranh chấp lãnh thổ công quốc Pomerania giữa Brandenburg và Thụy Điển, theo đó xác định biên giới trong Hiệp ước Stettin (1653). Thụy Điển giữ lại phần phía Tây bao gồm hạ Oder (Pomerania thuộc Thụy Điển), trong khi Brandenburg giành được phần phía Đông (Farther Pomerania). Frederick William không hài lòng với kết quả này, và việc mua lại toàn bộ Công quốc Pomerania trở thành một trong những mục tiêu chính trong chính sách đối ngoại của ông.
Trong Hòa ước Westphalia, Frederick William đã được trao quyền cai trị các lãnh thổ của giáo phận Halberstadt, Minden và Tổng giáo phận vương quyền Magdeburg đã được thế tục hóa. Đây được xem là khoản bồi thường cho việc Brandenburg đã nhượng vùng Tây Pomerania cho Thụy Điển. Với Giáo phận Halberstadt, Brandenburg-Phổ cũng giành được một số lãnh thổ nhỏ hơn: Lãnh địa Derenburg, Bá quốc Regenstein, Lãnh địa Klettenberg và Lãnh địa Lohra. Brandenburg-Phổ nhận được nhiều lãnh thổ chủ yếu là do những nỗ lực của Vương quốc Pháp nhằm đối trọng với quyền lực của Quân chủ Habsburg bằng cách củng cố Nhà Hohenzollern, và trong khi Frederick William đánh giá các lãnh thổ này thấp hơn so với Tây Pomerania, chúng đã trở thành bệ đỡ cho việc tạo ra một vương quốc khép kín, thống trị ở Đức trong lâu dài.

## Cai trị

### Danh sách lãnh thổ
| Tên                          | Năm mua lại hoặc kế thừa | Chú thích |
| ---------------------------- | ------------------------ | --- |
| Phiên bá quốc Brandenburg    | 1415                     | Lãnh thổ quan trọng nhất và là một Tuyển hầu của Đế chế La Mã Thần thánh |
| Công quốc Cleves             | 1614                     | Hiệp ước Xanten |
| Bá quốc Mark                 | 1614                     | Hiệp ước Xanten |
| Bá quốc Ravensberg           | 1614                     | Hiệp ước Xanten |
| Công quốc Phổ                | 1618                     | Chư hầu của Ba Lan, chư hầu của Thụy Điển vào năm 1656 (Hiệp ước Königsberg), có chủ quyền từ năm 1656 (Hiệp ước Labiau với Thụy Điển) và 1657 (Hiệp ước Wehlau-Bromberg với Ba Lan-Litva), được xác nhận vào năm 1660 bởi các bên ký kết Hòa ước Oliva |
| Giáo phận Minden             | 1648                     | Hòa ước Westphalia |
| Thân vương quốc Halberstadt  | 1648                     | Hòa ước Westphalia |
| Farther Pomerania với Cammin | 1653                     | Hiệp ước Grimnitz (quyền lợi); Hòa ước Westphalia (quyền lợi); Hòa ước Stettin (thành lập); mở rộng bởi Hiệp ước Saint-Germain-en-Laye (1679) |
| Ermland (Ermeland, Warmia)   | 1656                     | Hiệp ước Königsberg (thái ấp của Thụy Điển), có chủ quyền từ năm 1656 (Hiệp ước Labiau), mất vào năm 1657 (Hiệp ước Wehlau-Bromberg) |
| Lauenburg và Bütow Land      | 1657                     | Hiệp ước Bromberg |
| Draheim                      | 1657                     | Hiệp ước Bromberg |
| Công quốc Magdeburg          | 1680                     | sự kế vị dựa trên quyền lợi của Hòa ước Westphalia |

(Kotulla (2008), p. 261)

### Tiếng Anh
- Citino, Robert Michael (2005). The German way of war. From the Thirty Years' War to the Third Reich. Modern war studies. University Press of Kansas. ISBN 0-7006-1410-9.
- Clark, Christopher. Iron Kingdom: The Rise and Downfall of Prussia, 1600-1947 (2008)
- Frost, Robert I (2004). After the Deluge. Poland-Lithuania and the Second Northern War, 1655-1660. Cambridge Studies in Early Modern History. Cambridge University Press. ISBN 0-521-54402-5.
- Gieysztor, Aleksander, Stefan Kieniewicz, Emanuel Rostworowski, Janusz Tazbir, and Henryk Wereszycki. History of Poland. PWN. Warsaw, 1979. ISBN 83-01-00392-8
- Leathes, Stanley Mordaunt; Ward, Adolphus William; Prothero, George Walter biên tập (1964). The Cambridge Modern History. 1. CUP Archive.
- Gagliardo, John G. Germany under the Old Regime, 1600–1790 (1991) online edition Lưu trữ ngày 27 tháng 11 năm 2007 tại Wayback Machine
- Holborn, Hajo. A History of Modern Germany. Vol 2: 1648–1840 (1962)
- Hughes, Michael. Early Modern Germany, 1477–1806 (1992)
- Ogilvie, Sheilagh. Germany: A New Social and Economic History, Vol. 1: 1450–1630 (1995) 416pp; Germany: A New Social and Economic History, Vol. 2: 1630–1800 (1996), 448pp
- Shennan, Margaret (1995). The Rise of Brandenburg-Prussia. Routledge. ISBN 0-415-12938-9.
- Sturdy, David J. (2002). Fractured Europe, 1600-1721. Wiley-Blackwell. tr. 59. ISBN 0-631-20513-6.

### Tiếng Đức
- Beier, Brigitte (2007). Die Chronik der Deutschen (bằng tiếng Đức). wissenmedia. ISBN 978-3-577-14374-5.
- Buchholz, Werner biên tập (1999). Pommern (bằng tiếng Đức). Siedler. ISBN 3-88680-780-0.
- Carreras, Sandra; Maihold, Günther (2004). Preußen und Lateinamerika. Im Spannungsfeld von Kommerz, Macht und Kultur. Europa-Übersee (bằng tiếng Đức). 12. LIT. ISBN 3-8258-6306-9.
- Duchhardt, Heinz (2006). “Friedrich Wilhelm, der Große Kurfürst (1640-1688)”.  Trong Kroll, Frank-Lothar (biên tập). Preußens Herrscher. Von den ersten Hohenzollern bis Wilhelm II (bằng tiếng Đức). Beck. tr. 95–112. ISBN 3-406-54129-1.
- Gabel, Helmut (1998). “Altes Reich und europäische Friedensordnung. Aspekte der Friedenssicherung zwischen 1648 und dem Beginn des Holländischen Krieges”.  Trong Lademacher, Horst; Groenveld, Simon (biên tập). Krieg und Kultur. Die Rezeption von Krieg und Frieden in der Niederländischen Republik und im Deutschen Reich 1568-1648 (bằng tiếng Đức). Waxmann. tr. 463–480. ISBN 3-89325-575-3.
- Gotthard, Axel (2006). “Zwischen Luthertum und Calvinismus (1598-1640)”.  Trong Kroll, Frank-Lothar (biên tập). Preußens Herrscher. Von den ersten Hohenzollern bis Wilhelm II (bằng tiếng Đức). Beck. tr. 74–94. ISBN 3-406-54129-1.
- Hammer, Ulrike (2001). Kurfürstin Luise Henriette. Eine Oranierin als Mittlerin zwischen den Niederlanden und Brandenburg-Preußen. Studien zur Geschichte und Kultur Nordwesteuropas (bằng tiếng Đức). 4. Waxmann. ISBN 3-8309-1105-X.
- van der Heyden, Ulrich (2001). Rote Adler an Afrikas Küste. Die brandenburgisch-preussische Kolonie Grossfriedrichsburg in Westafrika (bằng tiếng Đức) (ấn bản thứ 2). Selignow. ISBN 3-933889-04-9.
- Jähnig, Bernhart (2006). “Die politischen und rechtlichen Außenbeziehungen des Herzogtums Preußen (1525–1660)”.  Trong Willoweit, Dietmar; Lemberg, Hans (biên tập). Reiche und Territorien in Ostmitteleuropa. Historische Beziehungen und politische Herrschaftslegitimation. Völker, Staaten und Kulturen in Ostmitteleuropa (bằng tiếng Đức). 2. Munich: Oldenbourg Wissenschaftsverlag. tr. 51–72. ISBN 3-486-57839-1.
- Klueting, Harm (2003). Reformatio vitae Johann Jakob Fabricius (1618/20-1673). Ein Beitrag zu Konfessionalisierung und Sozialdisziplinierung im Luthertum des 17. Jahrhunderts. Historia profana et ecclesiastica (bằng tiếng Đức). 9. LIT. ISBN 3-8258-7051-0.
- Kotulla, Michael (2008). Einführung in die deutsche Verfassungsgeschichte. Vom alten Reich bis Weimar (1495 bis 1933) (bằng tiếng Đức). Springer. tr. 261ff. ISBN 978-3-540-48705-0.
- Materna, Ingo; Adamy, Kurt (1995). Brandenburgische Geschichte (bằng tiếng Đức). Akademie Verlag. tr. 317ff. ISBN 3-05-002508-5.
- Neugebauer, Wolfgang (2006). “Friedrich III./I. (1688-1713)”.  Trong Kroll, Frank-Lothar (biên tập). Preußens Herrscher. Von den ersten Hohenzollern bis Wilhelm II (bằng tiếng Đức). Beck. tr. 113–133. ISBN 3-406-54129-1.
- von Neugebauer, Wolfgang biên tập (2009). Das 17. und 18. Jahrhundert und Große Themen der Geschichte Preußens. Handbuch der Preußischen Geschichte (bằng tiếng Đức). 1. de Gruyter. ISBN 978-3-11-014091-0.
- Neuhaus, Helmut (2003). Das Reich in der frühen Neuzeit. Enzyklopädie deutscher Geschichte (bằng tiếng Đức). 42 (ấn bản thứ 2). Oldenbourg. ISBN 3-486-56729-2.
- Nicklas, Thomas (2002). Macht oder Recht: frühneuzeitliche Politik im Obersächsischen Reichskreis (bằng tiếng Đức). Franz Steiner Verlag. tr. 214ff. ISBN 3-515-07939-4.
- Olesen, Jens E. (2003). “Christian IV og dansk Pommernpolitik”.  Trong Asmus, Ivo; Droste, Jens E.; Olesen (biên tập). Gemeinsame Bekannte: Schweden und Deutschland in der Frühen Neuzeit (bằng tiếng Đan Mạch). LIT Verlag. tr. 383–396. ISBN 3-8258-7150-9.
- Schmidt, Georg (2006). Der Dreissigjährige Krieg (bằng tiếng Đức) (ấn bản thứ 7). C.H.Beck. ISBN 3-406-49034-4.
- Weber, Matthias (2003). Preussen in Ostmitteleuropa. Geschehensgeschichte und Verstehensgeschichte. Schriften des Bundesinstituts für Kultur und Geschichte der Deutschen im östlichen Europa (bằng tiếng Đức). 21. Oldenbourg. ISBN 3-486-56718-7.